# Homū
Homū (persiska: همو) är en ort i Iran.   Den ligger i provinsen Östazarbaijan, i den nordvästra delen av landet, 500 km nordväst om huvudstaden Teheran. Homū ligger 954 meter över havet och antalet invånare är 226.
Terrängen runt Homū är lite bergig, och sluttar norrut. Runt Homū är det ganska glesbefolkat, med 27 invånare per kvadratkilometer. Närmaste större samhälle är Abīsh Aḩmad, 2,8 km nordväst om Homū. Trakten runt Homū består till största delen av jordbruksmark.